# Cerro El Ereo
Cerro El Ereo es una localidad peruana ubicada en el distrito de Las Lomas, perteneciente a la provincia y departamento de Piura, al norte del Perú. 

## Ubicación
Cerro El Ereo se ubica al norte de la provincia de Piura, en el distrito de Las Lomas, en el departamento de Piura.

## Demografía
En 2017 Cerro El Ereo tenía una población de 36 habitantes.